# Elizabeth Hamilton (Schriftstellerin)

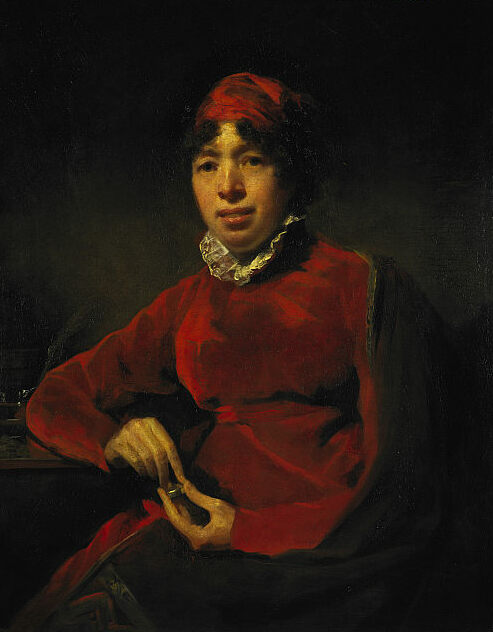
Henry Raeburn: Elizabeth Hamilton, Öl auf Leinwand, 1812

Elizabeth Hamilton (* 25. Juli 1756 in Belfast; † 23. Juli 1816 in Harrogate) war eine britische Dichterin, Schriftstellerin und Satirikerin.

## Leben
Elizabeth Hamilton war die Tochter des schottischen Kaufmanns Charles Hamilton († 1759) und seiner aus Irland stammenden Ehefrau Katherine Mackay († 1767). Nach dem frühen Tod ihres Vaters wuchs sie zusammen mit ihren Geschwistern bei ihrer Tante väterlicherseits, Mrs. Marshall, in Schottland, in der Nähe von Stirling, auf. Ab 1788 lebte sie bei ihrem Bruder, Captain Charles Hamilton (1753–1792), und half ihm bei der Übersetzung der Hedaya. Später lebte Hamilton in Bath, wo sie 1800 die Memoirs of Modern Philosophers, eine Satire auf die Bewunderer der Französischen Revolution, veröffentlichte. Ein Jahr darauf bereiste sie Wales und Schottland; nach zwei Jahren ließ sie sich in Edinburgh nieder.
In den folgenden Jahren schrieb Elizabeth Hamilton weitere Romane, Essays und Reisebücher. Zahlreiche Schriften der erzählenden Literatur haben ihren Ruf als bedeutende Autorin begründet. Durch ihre literarische Popularität bekam sie 1804 von der britischen Regierung eine jährliche Rente in Höhe von 200 Pfund Sterling für ihr services to literature and to patriotism zugesprochen.
Weitaus größere Bedeutung kommt ihren religiösen und pädagogischen Schriften zu, die vom Glauben an Gott getragen sind. Gottvertrauen und Wertschätzung der Heiligen Schrift gewannen in Elizabeth Hamiltons Leben zunehmend an Bedeutung und bestimmten ihr gesamtes pädagogisches Schrifttum.

## Werke
- 1796: Letters on Education, Essays on the Human Mind.
- 1796: Letters of a Hindoo Rajah.
- 1800: Memoirs of Modern Philosophers.
- 1801: Letters on the Elementary Principles of Education.
- 1804: Memoirs of the Life of Aggrippina, the wife of Germanicus.
- 1806: Letters addressed to the daughter of a Nobleman, on the Formation of Religious and Moral Principle.
- 1808: The Cottagers of Glenburnie.
- 1809: Exercises in religious knowledge, for the instruction of young persons.
- 1813: A Series of Popular Essays, illustrative of principles connected with the improvement of the understanding, the imagination and the heart.
- 1815: Examples of questions, calculated to excite and exercise the infant mind.
- 1815: Hints addressed to the Patrons and Directors of Schools.